# Per Petersson i Gäddvik
Per Martin Petersson (i riksdagen kallad Petersson i Gäddvik), född 19 september 1919 i Nederluleå församling, Norrbottens län, död där 5 februari 2002, var en svensk hemmansägare och politiker (moderat) från Gäddvik utanför Luleå. Han var son till riksdagsmannen Emil Petersson i Gäddvik.
Petersson var ledamot av Sveriges riksdag 1963–1985 (första kammaren 1963–1964, andra kammaren 1965–1970), till 1964 invald i Västerbottens läns och Norrbottens läns valkrets och därefter invald i Norrbottens läns valkrets. Han var också ledamot av Nederluleå kommunfullmäktige 1957–1968, där han var vice ordförande från 1965. Han var landstingsman i Norrbottens läns landsting 1951–1976, där han var ledamot av landstingets finansutskott 1956–1969.

### Fotnoter
1. ↑  Sveriges dödbok 1860–2017